# Tercera División de Chile 1985
El Campeonato Oficial de Fútbol de la Tercera División de 1985 fue la 5° edición de la tercera categoría del fútbol de Chile, correspondiente a la temporada 1985. Se jugó desde marzo de 1985 hasta marzo de 1986.
Su organización estuvo a cargo de la Asociación Nacional de Fútbol Amateur de Chile (ANFA) y contó con la participación de 20 equipos, los cuales, disputaron dos campeonatos Apertura y Clausura en cada uno de los cuales se otorgaron ascensos a la Segunda División del año siguiente.
El campeón del Apertura Deportes Laja más los dos finalistas del Clausura Ñuble Unido de Chillán y Soinca Bata de Melipilla (de manera excepcional) ascendieron a la Segunda División 1986.

## Movimientos divisionales
| Pos | a Segunda División de Chile 1985    |
| --- | ----------------------------------- |
| 1º  | Santiago Morning (Campeón) (Receso) |

| Pos | a Tercera División de Chile 1985 |
| --- | -------------------------------- |
| 1º  | Soinca Bata de Melipilla         |

| Pos     | desde Segunda División de Chile 1984 |
| ------- | ------------------------------------ |
| 8º (ZN) | Iván Mayo                            |
| 9° (ZN) | General Velasquez                    |
| 9º (ZS) | Deportes Laja                        |

| Pos | Abandono de la Competencia.  |
| --- | ---------------------------- |
| -   | Deportivo Chilectra (Retiro) |
| -   | Concón National (Receso)     |

| Pos     | a Asociación de Origen |
| ------- | ---------------------- |
| 9° (ZS) | Indep. de Cauquenes    |

## Equipos participantes
| Equipo                | Ciudad                     |
| --------------------- | -------------------------- |
| Campos de Batalla     | Maipú                      |
| Colchagua             | San Fernando               |
| Comercio de Llay-Llay | Llay-Llay                  |
| Concón National       | Concón                     |
| Cultural Doñihue      | Doñihue                    |
| Defensor Casablanca   | Casablanca                 |
| Deportes Laja         | Laja                       |
| Deportes Maipo        | Maipo                      |
| Deportes Peumo        | Peumo                      |
| Deportes Rengo        | Rengo                      |
| Deportivo Chilectra   | Santiago                   |
| Ferroviarios          | Estación Central           |
| General Velásquez     | San Vicente de Tagua Tagua |
| Goodyear              | Maipú                      |
| Iván Mayo             | Villa Alemana              |
| Juventud Chépica      | Chépica                    |
| Juventud Puente Alto  | Puente Alto                |
| Lautaro de Buin       | Buin                       |
| Municipal Talagante   | Talagante                  |
| Ñuble Unido           | Chillán                    |
| San Antonio Atlético  | San Antonio                |
| Soinca Bata           | Melipilla                  |
| Sportivo Cartagena    | Cartagena                  |
| Tricolor Municipal    | Paine                      |

## Torneo de apertura
Los 23 clubes se dividieron en dos grupos, la zona norte y zona sur, clasificando el primero de cada grupo a la final.

### Grupo Norte
| Pos | Equipo                | PJ | PG | PE | PP | GF | GC | Dif | Pts |
| --- | --------------------- | -- | -- | -- | -- | -- | -- | --- | --- |
| 1.  | Soinca Bata Melipilla | 22 | 16 | 4  | 2  | 60 | 24 | +36 | 36  |
| 2.  | Goodyear              | 22 | 9  | 9  | 4  | 39 | 24 | +15 | 27  |
| 3.  | Iván Mayo             | 22 | 7  | 10 | 5  | 42 | 39 | +3  | 24  |
| 4.  | Chilectra             | 22 | 8  | 7  | 7  | 54 | 39 | +15 | 23  |
| 5.  | Municipal Talagante   | 22 | 7  | 8  | 7  | 31 | 30 | +1  | 22  |
| 6.  | Comercio de Llay-Llay | 22 | 8  | 6  | 8  | 40 | 43 | -3  | 22  |
| 7.  | Defensor Casablanca   | 22 | 8  | 6  | 8  | 36 | 40 | -4  | 22  |
| 8.  | Sportivo Cartagena    | 22 | 7  | 8  | 7  | 27 | 32 | -5  | 22  |
| 9.  | Ferroviarios          | 22 | 7  | 7  | 8  | 29 | 28 | +1  | 21  |
| 10. | Concón National       | 22 | 7  | 5  | 10 | 17 | 32 | -15 | 19  |
| 11. | San Antonio Atlético  | 22 | 4  | 7  | 11 | 22 | 37 | -15 | 15  |
| 12. | Campos de Batalla     | 22 | 3  | 5  | 14 | 29 | 58 | -29 | 11  |

### Grupo Sur
| Pos | Equipo               | PJ | PG | PE | PP | GF | GC | Dif | Pts |
| --- | -------------------- | -- | -- | -- | -- | -- | -- | --- | --- |
| 1.  | Ñuble Unido          | 20 | 13 | 3  | 4  | 48 | 12 | +36 | 29  |
| 2.  | Deportes Laja        | 20 | 13 | 3  | 4  | 55 | 23 | +32 | 29  |
| 3.  | Atlético Caupolicán  | 20 | 13 | 2  | 5  | 34 | 18 | +16 | 28  |
| 4.  | General Velásquez    | 20 | 11 | 3  | 6  | 42 | 28 | +14 | 25  |
| 5.  | Lautaro de Buin      | 20 | 7  | 5  | 8  | 30 | 34 | -4  | 19  |
| 6.  | Colchagua            | 20 | 6  | 5  | 9  | 31 | 36 | -5  | 17  |
| 7.  | Juventud Chépica     | 20 | 7  | 3  | 10 | 21 | 36 | -15 | 17  |
| 8.  | Tricolor Municipal   | 20 | 3  | 9  | 8  | 25 | 42 | -17 | 15  |
| 9.  | Juventud Puente Alto | 20 | 6  | 3  | 11 | 25 | 47 | -22 | 15  |
| 10. | Deportes Maipo       | 20 | 4  | 6  | 10 | 20 | 38 | -18 | 14  |
| 11. | Deportes Peumo       | 20 | 4  | 4  | 12 | 29 | 46 | -27 | 12  |

|  | Clasifican a la Liguilla de Ascenso         |
|  | Definición de descenso a la Cuarta División |

### Liguilla de Ascenso
Los cuatro clasificados se enfrentaron todos contra todos, en dos ruedas. El ganador se consagra campeón y obtiene el ascenso a Segunda División de 1986.
| Pos | Equipo                | PJ | PG | PE | PP | GF | GC | Dif | Pts |
| --- | --------------------- | -- | -- | -- | -- | -- | -- | --- | --- |
| 1   | Deportes Laja         | 6  | 4  | 1  | 1  | 5  | 4  | 1   | 9   |
| 2   | Soinca Bata Melipilla | 6  | 2  | 3  | 1  | 14 | 9  | 5   | 7   |
| 3   | Ñuble Unido           | 6  | 2  | 2  | 2  | 12 | 11 | 1   | 6   |
| 4   | Goodyear              | 6  | 0  | 2  | 4  | 4  | 11 | -7  | 2   |

| Chile                               |
| Campeón Apertura 1985 Deportes Laja |
| Asciende a Segunda División 1986    |

### Definición de Descenso
| Partido de ida; 1 de septiembre de 1985 | Campos de Batalla | 0:0 | Deportes Peumo | Estadio Santiago Bueras, Maipú |  |

| Partido de vuelta; 8 de septiembre de 1985 | Deportes Peumo | 1:3 | Campos de Batalla | Municipal de Peumo, Peumo |  |

- Deportes Peumo desciende a Cuarta División.

## Torneo de clausura
Los 20 clubes se dividieron en dos grupos, la zona norte y zona sur, clasificando el primero de cada grupo a la final.

### Grupo Norte
| Pos | Equipo                | PJ | PG | PE | PP | GF | GC | Dif | Pts |
| --- | --------------------- | -- | -- | -- | -- | -- | -- | --- | --- |
| 1.  | Soinca Bata Melipilla | 18 | 14 | 2  | 2  | 71 | 21 | +50 | 30  |
| 2.  | Municipal Talagante   | 18 | 9  | 4  | 5  | 36 | 32 | +4  | 22  |
| 3.  | Goodyear              | 18 | 7  | 6  | 5  | 39 | 22 | +17 | 20  |
| 4.  | Iván Mayo             | 18 | 6  | 8  | 4  | 33 | 22 | +11 | 20  |
| 5.  | Ferroviarios          | 18 | 7  | 3  | 8  | 32 | 30 | +2  | 17  |
| 6.  | Defensor Casablanca   | 18 | 7  | 3  | 8  | 29 | 44 | -15 | 17  |
| 7.  | Sportivo Cartagena    | 18 | 5  | 5  | 8  | 15 | 28 | -13 | 15  |
| 8.  | Campos de Batalla     | 18 | 6  | 3  | 9  | 25 | 45 | -20 | 15  |
| 9.  | Comercio Llay-Llay    | 18 | 5  | 4  | 9  | 26 | 35 | -9  | 14  |
| 10. | San Antonio Atlético  | 18 | 2  | 6  | 10 | 23 | 49 | -26 | 10  |

### Grupo Sur
| Pos | Equipo               | PJ | PG | PE | PP | GF | GC | Dif | Pts |
| --- | -------------------- | -- | -- | -- | -- | -- | -- | --- | --- |
| 1.  | Ñuble Unido          | 18 | 14 | 4  | 0  | 42 | 11 | +31 | 32  |
| 2.  | Colchagua            | 18 | 12 | 2  | 4  | 36 | 19 | +17 | 26  |
| 3.  | General Velásquez    | 18 | 10 | 4  | 4  | 45 | 19 | +26 | 24  |
| 4.  | Juventud Chépica     | 18 | 9  | 3  | 6  | 32 | 23 | +9  | 21  |
| 5.  | Juventud Puente Alto | 18 | 7  | 3  | 8  | 25 | 32 | -7  | 17  |
| 6.  | Atlético Caupolicán  | 18 | 4  | 7  | 7  | 27 | 28 | -1  | 15  |
| 7.  | Cultural Doñihue     | 18 | 6  | 2  | 10 | 24 | 36 | -12 | 14  |
| 8.  | Lautaro de Buin      | 18 | 5  | 1  | 12 | 19 | 38 | -19 | 11  |
| 9.  | Tricolor de Paine    | 18 | 4  | 2  | 12 | 19 | 34 | -15 | 10  |
| 10. | Deportes Maipo       | 18 | 4  | 2  | 12 | 21 | 48 | -27 | 10  |

- Deportes Maipo mantuvo la categoría al derrotar a San Antonio Atlético en doble definición.

|  | Clasifican a Final del Clausura |
|  | Desciende a Cuarta División     |

## Final campeonato clausura
| Partido de ida; 1 de marzo de 1986 | Soinca Bata de Melipilla | 1:1 | Ñuble Unido | Estadio Roberto Bravo Santibáñez, Melipilla (Chile) |  |

| Partido de vuelta; 8 de marzo de 1986 | Ñuble Unido | 3:1 | Soinca Bata de Melipilla | Estadio Nelson Oyarzún, Chillán (Chile) |  |

## Campeón
| Chile                                        |
| Campeón Clausura 1985 Ñuble Unido de Chillán |
| Asciende a Segunda División 1986             |